# ヒ化ネプツニウム
ヒ化ネプツニウム(Neptunium arsenide)は、ネプツニウムとヒ素からなる二元無機化合物で、化学式はNpAsである。結晶を形成する。

## 合成
化学量論量の純物質を加熱することで合成される。
{\displaystyle {\mathsf {Np+As\ {\xrightarrow {T,I_{2}}}\ NpAs}}}

## 物理的性質
いくつかの形の結晶を形成する。
- 空間群Fm3m、格子定数a = 0.5835 nmの立方晶系。-131℃以下の温度で存在する。
- 格子定数a = 0.58312 nm, c = 0.58281 nmの正方晶系。-131℃から-98℃の温度で存在する。
- 空間群Fm3m、格子定数a = 0.58318 nmの立方晶系。-98℃以上の温度で存在する。

175 Kで、反強磁性になる。